# 格朗德贝
格朗德贝（直译：「大湾」）是毛里求斯岛朗帕河區的一个海边村庄，其西边部分位于庞普勒穆斯区。该村庄由格朗德贝村议会在朗帕河区议会的监督下管理。2011年人口数量为11,910人。